# Taxi Östersund

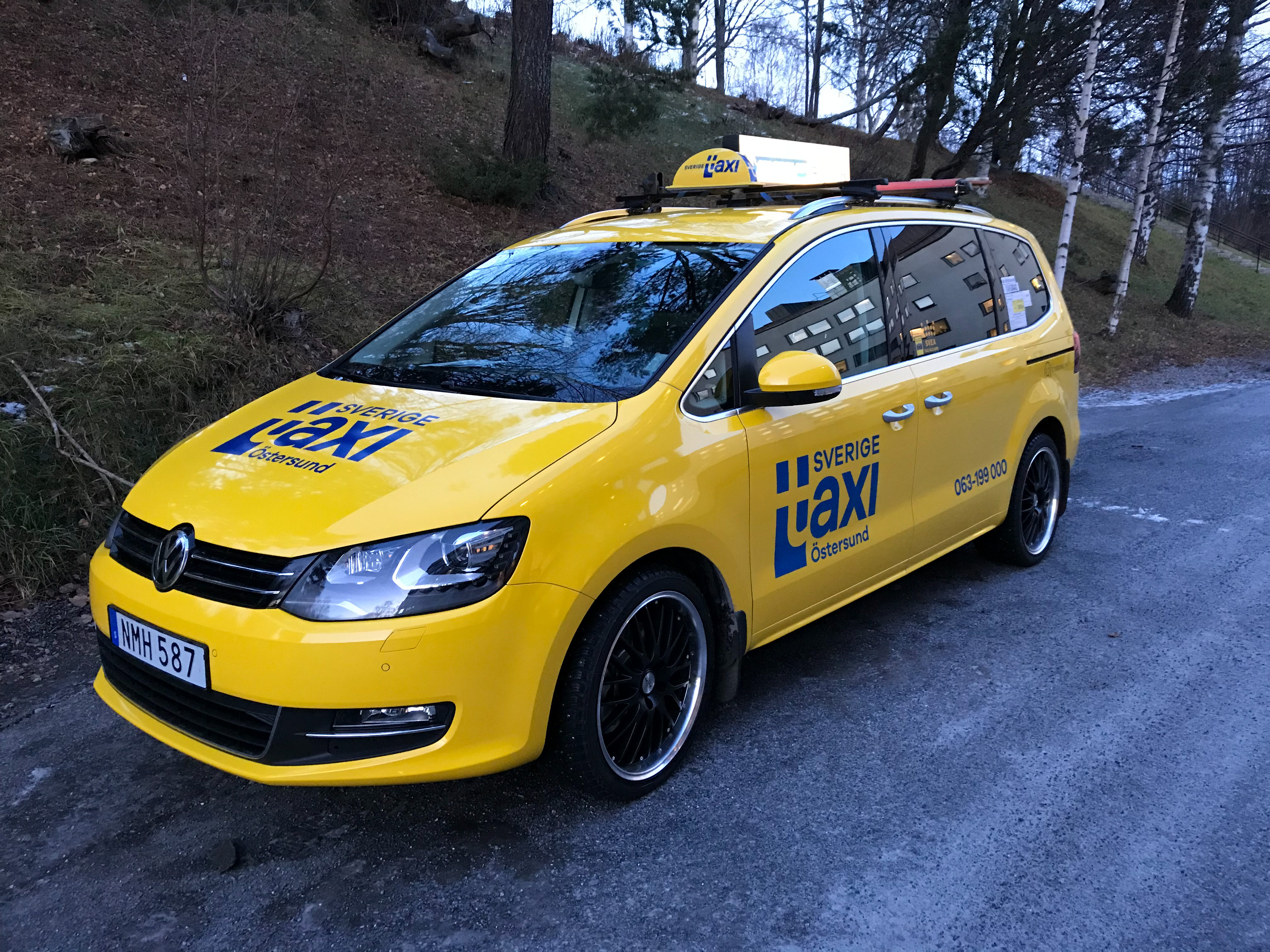
Sverigetaxi Östersund

Taxi Östersund 199 000 AB är ett taxibolag som bedrivit taxiverksamhet i Östersund sedan 1920. Bolagets tjänster utgörs av person- och godstrafik för privatpersoner och företag. 
Företaget är även en stor lokal leverantör inom den samhällsbetalda trafiken såsom färdtjänst, skolskjuts och sjukresor.
Taxi Östersund 199 000 AB ägs av totalt 10 olika aktiebolag som fram till 2018-12-31 tillika utgjorde leverantörer av taxitjänsterna. Sedan 1 januari 2019 har Taxi Östersund 199 000 AB övertagit all verksamhet (fordon och anställda chaufförer) från åkerierna, och samlat all transportverksamhet i sitt helägda dotterbolag Taxi Åre AB. Efter övertagandet har Taxi Östersund 199 000 AB närmare 200 anställda i koncernen. 
Bolaget har även Jämtlands enda dygnetruntöppna beställningscentral för taxitjänster lokaliserad på Frösön, som bemannas av 20 operatörer som årligen hanterar närmare en halv miljon trafikuppdrag. 
Bolaget ingår sedan 2009 som en del i Sveriges största resekoncept för taxitjänster, Sverigetaxi. Bolaget profilerar sig därför under profilnamnet Sverigetaxi Åre Östersund. 
Under slutet av 2017 anammade bolaget den riksgemensamma Sverigetaxiprofilen, och företagets fordon har sedan november 2017 en gul profil.
Företagets ordinarie fordonsflotta utgörs 2018 av totalt 48 taxibilar varav mer än en tredjedel är miljöfordonsklassade (15 fordon drivs av biogas, övriga bilar är dieselfordon miljöklass Euro 5 eller Euro 6). Sedan november 2017 framförs samtliga av fordonets dieselbilar fossilfritt med hjälp av det fossilfria dieselbränslet HVO. 
Sverigetaxi Östersund har tillika fordon stationerade i Åre där fordonsflottan idag utgörs av 11 st taxifordon.
Taxi Östersund 199 000 AB är även majoritetsägare i den länsgemensamma beställningscentralen för samhällsbetald trafik i Jämtland, BC Jämtland.
Företaget driver tillsammans med Flygtaxi ÅreFlygtransfer som vintertid utgör en viktig del av trafiken mellan Åre och Åre Östersund Airport.